# King of Kings (альбом Leaves’ Eyes)
King of Kings (рус. Король королей) — шестой студийный альбом группы Leaves’ Eyes. В записи альбома принимали участие такие приглашенные звёзды как Симона Симонс из нидерландской симфоник-метал группы Epica и участница норвежской группы Wardruna Линди Фэй Хелла. Последний альбом, в записи которого участвовала певица Лив Кристин. Уже в клипе на песню Edge of Steel к этому альбому её заменила Елена Сиирала.
Это концептуальный альбом, посвящённый истории Скандинавии и конкретно королю Норвегии Харальду Прекрасноволосому.

## Список композиций
| №                   | Название                                       | Длительность |
| ------------------- | ---------------------------------------------- | ------------ |
| 1.                  | «Sweven»                                       | 2:03         |
| 2.                  | «King of Kings»                                | 4:47         |
| 3.                  | «Halvdan the Black»                            | 4:22         |
| 4.                  | «The Waking Eye»                               | 4:41         |
| 5.                  | «Feast of the Year»                            | 0:37         |
| 6.                  | «Vengeance Venom»                              | 3:17         |
| 7.                  | «Sacred Vow»                                   | 4:20         |
| 8.                  | «Edge of Steel (совместно с Симоной Симонс)»   | 5:06         |
| 9.                  | «Haraldskvæði»                                 | 3:24         |
| 10.                 | «Blazing Waters (совместно с Линди Фэй Хелла)» | 7:30         |
| 11.                 | «Swords in Rock»                               | 3:01         |
| Общая длительность: | Общая длительность:                            | 43:08        |

Deluxe
| №                   | Название            | Длительность |
| ------------------- | ------------------- | ------------ |
| 12.                 | «Spellbound»        | 4:06         |
| 13.                 | «Trail of Blood»    | 3:54         |
| Общая длительность: | Общая длительность: | 51:08        |

Gold — Bonus CD
| №                   | Название                           | Длительность |
| ------------------- | ---------------------------------- | ------------ |
| 14.                 | «The Waking Eye»                   | 3:35         |
| 15.                 | «Swords in Rock (acoustic)»        | 3:07         |
| 16.                 | «Vengeance Venom (acoustic)»       | 3:24         |
| 17.                 | «Sweven(instrumental)»             | 2:03         |
| 18.                 | «King of Kings (instrumental)»     | 4:47         |
| 19.                 | «Halvdan the Black (instrumental)» | 4:22         |
| 20.                 | «The Waking Eye (instrumental)»    | 4:41         |
| 21.                 | «Feast of the Year (instrumental)» | 0:38         |
| 22.                 | «Vengeance Venom (instrumental)»   | 3:17         |
| 23.                 | «Sacred Vow (instrumental)»        | 4:21         |
| 24.                 | «Edge of Steel (instrumental)»     | 5:06         |
| 25.                 | «Haraldskvæði (instrumental)»      | 3:25         |
| 26.                 | «Blazing Waters (instrumental)»    | 7:31         |
| 27.                 | «Swords in Rock (instrumental)»    | 3:01         |
| Общая длительность: | Общая длительность:                | 1:44:30      |

## Участники записи
- Лив Кристин — вокал;
- Александр Крулль — клавишные, гроулинг, программирование;
- Торстен Бауер — гитара, бас;
- Жорис Ниженхуис — ударные;
- Пете Страйт — гитара.

Сессионные участники
- Симона Симонс (Epica) — вокал в «Edges of Steel»;
- Линди Фэй Хелла (Wardruna) — вокал в «Blazing Waters»;
- Лондонский Хор (Властелин колец, Звёздные воины, Хоббит, Гарри Поттер и Интерстеллар) — Хор;
- Оливер Палотаи (Kamelot) — пианино в «The Waking Eye».